# El corazón del bosque
El corazón del bosque és una pel·lícula espanyola de 1979 dirigida per Manuel Gutiérrez Aragón ambientada en la postguerra i en la lluita del maquis antifranquista. Fou seleccionada com a candidata a l'Os d'Or en el 29è Festival Internacional de Cinema de Berlín.

## Sinopsi
En la dècada del 1950, tot i que la guerra civil espanyola és oficialment acabada, alguns maquis continuen els combats. Un guerriller, conegut com El Andarín, s'amaga a la regió muntanyenca difícilment accessible. La direcció exterior del Partit Comunista d'Espanya hi envia el seu camarada Juan per convèncer-lo que abandoni la lluita armada.

## Repartiment
- Norman Briski: Juan
- Ángela Molina: Amparo
- Luis Politti: El Andarín
- Víctor Valverde: Suso
- Santiago Ramos: Atiano

## Comentari
Emmanuel Larraz considera que el camí iniciàtic de la pel·lícula és inspirat en el llibre de Joseph Conrad, El cor de les tenebres. La pel·lícula no es limita pas a l'aspecte política. Criticant la direcció del PCE, culpagle d'abandonar els seus guerrillers després de la desfeta, descriu el seu heroi com una "figura caiguda". El Andarín (Luis Politti) és un combatent en declivi que sobreviu gràcies a l'empatia dels camperols. Un d'ells el matarà, no pas per traïció sinó per salvaguardar la seva aura mítica. Quant a Juan (Norman Briski), enviat clandestinament a Astúries per interrompre la dissidència del maquis, el bosc immens en el que s'enfonsa transforma la seva missió i la converteix en un viatge interior vers el seu propi coneixement. Així la pel·lícula de Manuel Gutiérrez Aragón pren una veritable dimensió antropològica.

## Premis
35a edició de les Medalles del Cercle d'Escriptors Cinematogràfics
| Categoria         | Persona       | Resultat  |
| ----------------- | ------------- | --------- |
| Millor fotografia | Teo Escamilla | Guanyador |

- Fotogramas de Plata al millor intèrpret de cinema espanyol (1979) - Ángela Molina